# Stöckigt (Plauen)
Stöckigt ist ein Stadtteil von Plauen im Stadtgebiet Süd, der 1950 eingemeindet wurde.

## Geographie
Stöckigt liegt im Südosten Plauens und grenzt an vier weitere Stadtteile Plauens.
| Reinsdorf | Tauschwitz                                  |             |
|           | Kompassrose, die auf Nachbargemeinden zeigt | Großfriesen |
|           | Oberlosa                                    |             |

Die Fläche der Gemarkung besteht zu 82,0 % aus Landwirtschaftlicher Nutzfläche und zu 6,7 % aus Wald. Die restliche Fläche sind Straßen, Wohn- und Industrieflächen. Westlich von Stöckigt liegt der Hausberg Plauens, der 504 Meter hohe Kemmler.

## Geschichte
Der Ort wurde 1418 als Stockeich erwähnt. Es handelte sich um eine Gutssiedlung in Block- und Gutsblockflur. Stöckigt gehörte bis ins 19. Jahrhundert zum Amt Plauen. Das Dorf bildete mit der Häusergruppe Brand eine Landgemeinde. Die Gemeinde gehörte später zur Amtshauptmannschaft Plauen, die später in „Landkreis Plauen“ umbenannt wurde. Am 1. Juli 1950 wurde sie in die damals noch kreisfreie Stadt Plauen eingemeindet.

### Einwohnerentwicklung
Entwicklung der Einwohnerzahl:
| - 1557: 09 - 1764: 011 - 1834: 172 - 1871: 247 | - 1890: 335 - 1910: 506 - 1925: 556 - 1939: 610 | - 1946: 718 - 2002: 387 |

## Öffentlicher Nahverkehr
Stöckigt wird von der TaktBus-Linie 92 des Verkehrsverbunds Vogtland bedient. Diese verbindet den Stadtteil im Zweistundentakt mit Plauen, Oelsnitz, Adorf und Bad Elster.